# Teva Extreme Outdoor Games
I Teva Extreme Outdoor Games sono stati una manifestazione di sport all'aria aperta della durata di quattro giorni caratterizzata da più discipline quali il kayak, lo skyrunning, il trail running, il mountain biking ed il bouldering.
La manifestazione, nata a Rassa (in Valsesia) nel 2002, vide l'evento crescere da semplice prova di discesa in kayak sino a competizione multidisciplinare del 2008 con evidenza internazionale; nel 2009 la sede dell'evento fu spostata ad Ivrea.
La sua ultima edizione si tenne nel 2011; la sua eredità venne raccolta dall'Eporedia Active Days, manifestazione analoga che durò dal 2012 al 2018.

## Eventi

### Skyrace Teva Extreme Outdoor Games
La Skyrace Teva Extreme Outdoor Games era una gara di skyrunning che si svolgeva a Rassa nel mese di maggio durante i Teva Extreme Outdoor Games.
Il percorso di gara passava dall'Alpe Sorbella, in Val Sorba, scollinava in Val Gronda dal Colle del Giurà e scendeva alle frazioni di Fontana, Rassetta, Piana, Ortigoso e Oro, prima di far ritorno dopo circa 20 chilometri e 1.600 metri di dislivello a Rassa.

### Ultra Trail Teva Extreme Outdoor Games
L'Ultra Trail Teva Extreme Outdoor Games era una gara di trail running che si svolgeva ogni anno nel mese di giugno a conclusione dei Teva Extreme Outdoor Games.
Il percorso di gara, che prendeva il via e terminava nello Stadio della Canoa della città di Ivrea, era lungo circa 45 km con un dislivello positivo e negativo di circa 3 600 m. In località Pontile vi era il primo ed unico cancello orario fissato in 3 ore e 30 minuti, mentre il tempo massimo per concludere la prova era di 8 ore e 30 minuti.
L'edizione del 2009 fu vinta da Paolo Bert con il tempo finale di 3h50'52" davanti ad Igor Marchetti (4h01'28") e a Massimo Valsesia (4h20'44").
L'edizione del 2010 vide Paolo Bert bissare il successo dell'anno precedente con il crono finale di 3h31'14"; il podio fu completato da Giuliano Cavallo e Daniele Vottero rispettivamente in 3h36'27" e 3h39'40".
L'edizione del 2011, nonostante la sostanziale riduzione del tracciato di gara (32 km per 1 000 m di dislivello positivo e negativo), regalò il tris personale a Paolo Bert, che concluse la prova in 2h12'01"; alle sue spalle si classificarono Alberto Roviera (medaglia d'argento ai campionati italiani Iron Men di triathlon nel 2010) in 2h14'26" e Igor Marchetti in 2h14'30".